# Red Dead Redemption: Undead Nightmare
Red Dead Redemption: Undead Nightmare ist eine von Rockstar San Diego entwickelte Standalone-Erweiterung zum Spiel Red Dead Redemption. Sie erschien am 26. November 2010 weltweit für die Spielekonsolen Xbox 360 und PlayStation 3, im Oktober 2023 für Nintendo Switch und PlayStation 4 und im Oktober 2024 für den PC. Undead Nightmare ist wie das Hauptspiel auch ein Actionspiel mit offener Spielwelt im Wilden Westen; es erzählt eine vom Hauptspiel unabhängige Geschichte und fügt der Handlung u. a. Zombies hinzu. Das Spiel ist als DVD/Blu-ray oder als Download-Version erhältlich.

## Handlung
Undead Nightmare spielt zeitlich nach der Hauptstory von Red Dead Redemption, aber noch vor dem Tod des Protagonisten John Marston.
Als Marston abends von seiner Arbeit nach Hause zurückkehrt, befällt ihn ein merkwürdiges Gefühl. Später in der Nacht werden er und seine Frau aufgeweckt von Uncle, der zu einem Zombie geworden ist. Während Marston sein Gewehr holt, werden sein Sohn und seine Frau infiziert. In der Hoffnung, einen Arzt für diese Krankheit zu finden, fesselt er sie und sperrt sie in seinem Haus ein. Daraufhin reitet er nach Blackwater, um dort einen Arzt zu suchen. Dort angekommen muss er feststellen, dass auch diese Stadt von dieser mysteriösen Seuche befallen ist, doch trifft er auf ein paar Überlebende. Marston verschwindet aus der Stadt, nachdem er einige Gerüchte über die plötzliche Masseninfektion von den Überlebenden aufschnappt, und reitet durch ganz New Austin auf der Suche nach der Antwort auf diese Pest. Seine Suche führt ihn nach Mexiko, wo er die Aztekengöttin Ayauhteotl in Gestalt eines Mädchens in der Villa von Abraham Reyes, des regierenden Gouverneurs von Mexiko, trifft, die ihn in eine Grotte führt, wo er eine zuvor gefundene Maske abgeben muss, damit die Plage eingedämmt wird. Nun scheint alles wieder gut, doch Seth klaut nach einiger Zeit diese Maske und John Marston steigt aus seinem Grab auf. Er muss nun seine Aufgabe erfüllen und scheinbar die Zombies endgültig aus dieser Welt schaffen.